# مرد خشمگین خدا
مرد خشمگین خدا (انگلیسی: God's Angry Man) فیلمی در ژانر مستند محصول سال 1981 به کارگردانی ورنر هرتسوک است که در سال ۱۹۸۱ منتشر شد. از بازیگران آن می‌توان به جین اسکات اشاره کرد. داستان این مستند درباره جین اسکات، کشیش آمریکایی و دکترای استنفورد است که تقریباً پنجاه سال به عنوان وزیر منصوب و مبلغ  مذهبی در لس آنجلس خدمت کرد. این فیلم که برای تلویزیون تولید شده است تحت عنوان آلمانی Glaube und Währung که به معنای ایمان و ارز ترجمه می شود پخش شد.
این فیلم شامل تصاویری از اسکات در صحنه برنامه تلویزیونی جشنواره ایمان و مصاحبه با والدین اسکات و اسکات است که توسط هرتزوگ انجام شده است. فیلم برنامه تلویزیونی اسکات تقریباً به طور انحصاری بر تلاش‌های او برای جمع‌آوری سرمایه و ناسزاگویی مفصل علیه کمیسیون ارتباطات فدرال (F.C.C.) متمرکز است. اسکات در یک صحنه از صحبت کردن خودداری می کند تا که بینندگانش را مجبور به پرداخت 600 دلار اضافی کند. پس از چند دقیقه سکوت، او با عصبانیت جلوی دوربین فریاد می‌زند تا اینکه دستیار تولید به او اطلاع می‌دهد که به جای 600 دلار 700 دلار دریافت کرده‌اند. اسکات نماینده F.C.C را در برنامه اش بهمراه یک اسباب بازی میمون که یک طبل در دست دارد نشان میدهد.